# Christoph Schönborn

Christoph Schönborn, O.P., avstrijski rimskokatoliški duhovnik, škof in kardinal, * 22. januar 1945, Skalsko, Češka.

## Življenjepis
27. decembra 1970 je prejel duhovniško posvečenje pri dominikancih. 
11. julija 1991 je bil imenovan za pomožnega škofa Dunaja in za naslovnega škofa Sutriuma; 29. septembra istega leta je prejel škofovsko posvečenje.
13. aprila 1995 je bil imenovan za nadškofa-pomočnika (koadjutorja) Dunajske nadškofije; 14. septembra istega leta je nasledil kardinala Hermanna Groërja in dokončno postal dunajski nadškof. 6. novembra 1995 je postal še avstrijski škof za verujoče (bizantinskega) vzhodnega obreda. Ob svoji 80-letnici januarja 2025 se je uradno upokojil, vendar njegov naslednik še ni bil izbran; za apostolskega administratorja je bil postavljen Josef Grünwidl.
21. februarja 1998 je bil povzdignjen v kardinala in imenovan za kardinal-duhovnika Gesù Divin Lavoratore.
Kot dunajski nadškof je bil več kot 20 let (med leti 1998 do 2020) tudi predsednik Avstrijske škofovske konference. Je tudi veliki kaplan reda zlatega runa (avstrijska veja), katerega član je od leta 1961. Je član nekdanje suverene knežje hiše Schönborn, katere člani so bili na visokih položajih Svetega rimskega cesarstva in Katoliške cerkve kot knezi škofi, volilni knezi in kardinali.